# Magyar parlagi kecske

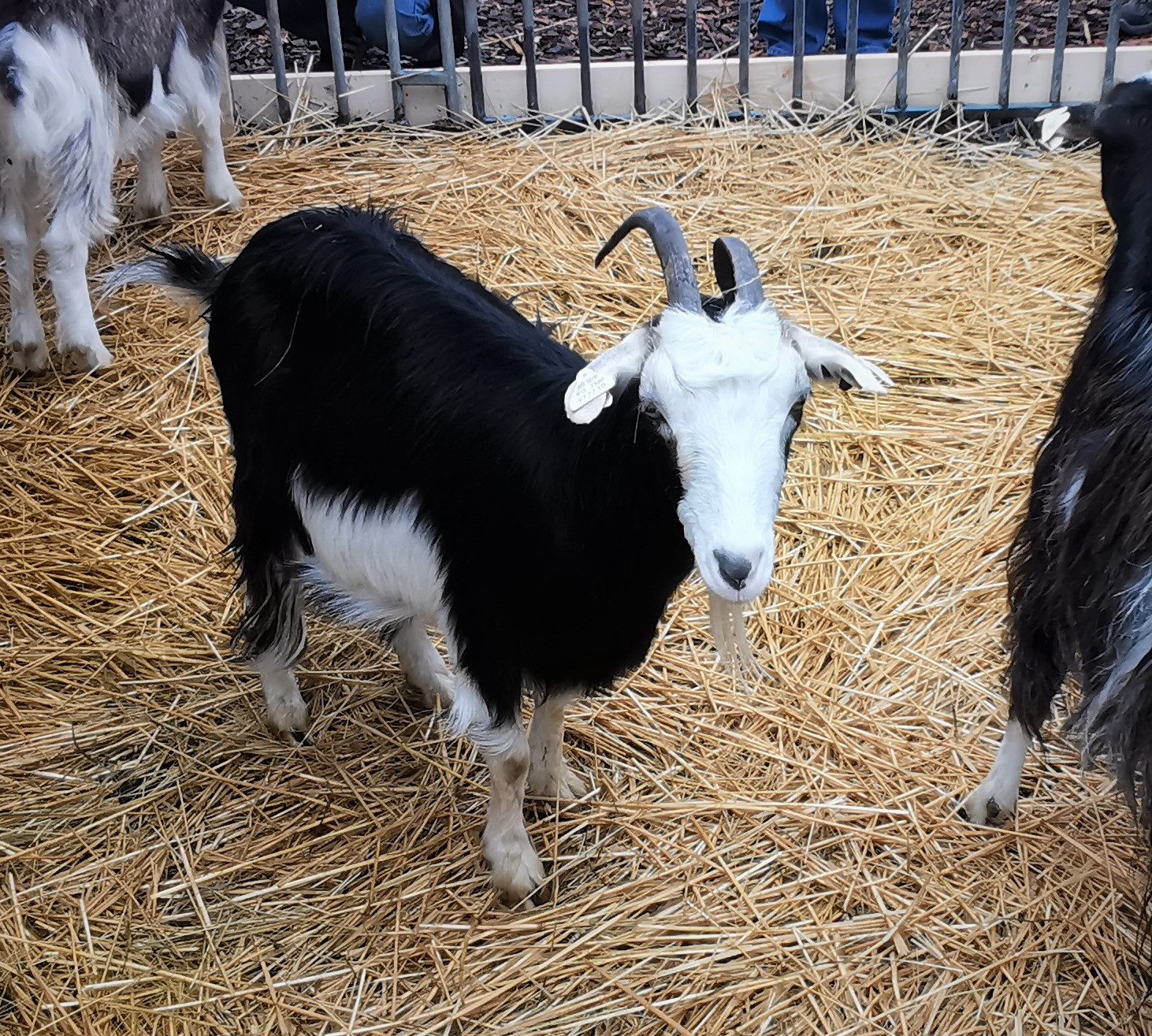
Magyar parlagi kecske

A magyar parlagi kecske egyike a Magyarországon őshonos, törvényileg védett háziállatoknak.

## Története
Feltehető, hogy honfoglaló elődeink a vándorlásuk során kecskét is magukkal hoztak és az itt élő népek kecskéivel történő keresztezéséből alakult ki az őshonos kecskénk. Parlaginak nevezik, hiszen nem céltudatos tenyésztői munka eredményeképpen jött létre. A kecsketenyésztésre sokáig rányomta bélyegét az előítélet, a kecsketartást korlátozó rendszabályok. A 18. században törvénybe foglalták, hogy csak szegény ember tarthat kecskét, vagy az, aki egészségileg rá van szorulva a kecsketej jótékony hatására. Ezért nevezték a szegény ember tehenének. A törvényi tiltásnak az oka valószínűleg a kecske rendkívüli falánkságában keresendő, hiszen minden növényi eredetű táplálékot megeszik, és ha nagyon elszaporodik, rendkívüli károkat okozhat. (Növendék erdőkben kifejezetten tiltották a legeltetést.) Viszont szaporaságának köszönhető, hogy a szegényebb rétegek is rendszeresen jutottak nagy mennyiségű húshoz.
A parlagi kecske nemesítése Kovárzik Károly nevéhez fűződik, aki 1915-ben Szilágysomlyón, Szentmártonkátán és Nyárasladányon hozott létre törzstenyészetet, de ezeket a kedvezőtlen gazdasági környezet miatt három év múlva felszámolták. Majd 1943-ban Fáy András Kőkúton és Óhaton az állami uradalmakban hozott létre tenyészeteket, amelyek hasonló sorsra jutottak. 1970-es években néhány mezőgazdasági üzem a magyar parlagi kecskék és import bakok keresztezésével próbálta a nagyüzemi kecsketenyésztést meghonosítani, de a 80-as években felszámolták állományukat. Ma a Kecsketenyésztők és Nemesítők Országos Egyesülete végzi a magyar kecske nemesítését és tenyésztését. Állományának létszáma rendkívül lecsökkent, ma alig néhány százra tehető.

## Tulajdonságai
Bár hivatalos tájfajták nem alakultak ki, különbséget tettek a különböző tájak jellemző típusai között. Az Alföldön a fehér színű, suta típust kedvelték, északabbra a szarvalt változat terjedt el. A hegyvidékekre a tarka, nagyobb testű kecske volt a jellemző.
A parlagi kecske egyik típusa a magyar tincses kecskefajta, amely nevét onnan kapta, hogy a Kárpát-medencében háziasított kecske köztakarójának felszőreit nem köti össze fátyol és kötőszál, így a hosszú szőrszálak tincseket képeznek. Ma már csak eldugott helyeken bukkan fel olykor egy-egy példánya.
Az őshonos kecske tejtermelése szélsőséges értékek között változik, a laktációs időszakban 300-500 l lehet. Szilárd szervezetű, jó alkalmazkodó képességű. Hazánkban elterjedtebb a nemesített magyar kecske, amely szerény viszonyok között is jelentős mennyiségű tejet termel.